# 자메이카 방위군
자메이카 방위군(영어: Jamaica Defence Force, JDF)은 자메이카의 연합 군대로, 보병 연대와 예비군, 공군 비행단, 해안경비대 함대와 지원 공병대로 구성되어 있다. JDF는 유사한 조직, 훈련, 무기 및 전통을 가진 영국의 군사 모델을 기반으로 한다. 일단 장교 후보생이 선택되면, 복무 기간에 따라 여러 영국 또는 캐나다의 기초 장교 과정 중 하나로 보내진다. 입대한 군인들은 JDF 훈련소 뉴캐슬에서 기초 훈련을 받는다. 영국 모델과 같이, NCO들은 계급이 올라갈 때 여러 수준의 전문 훈련을 받는다. 캐나다, 영국 및 미국에서 특수 훈련을 위해 추가적인 군사 학교를 이용할 수 있다.

## 역사

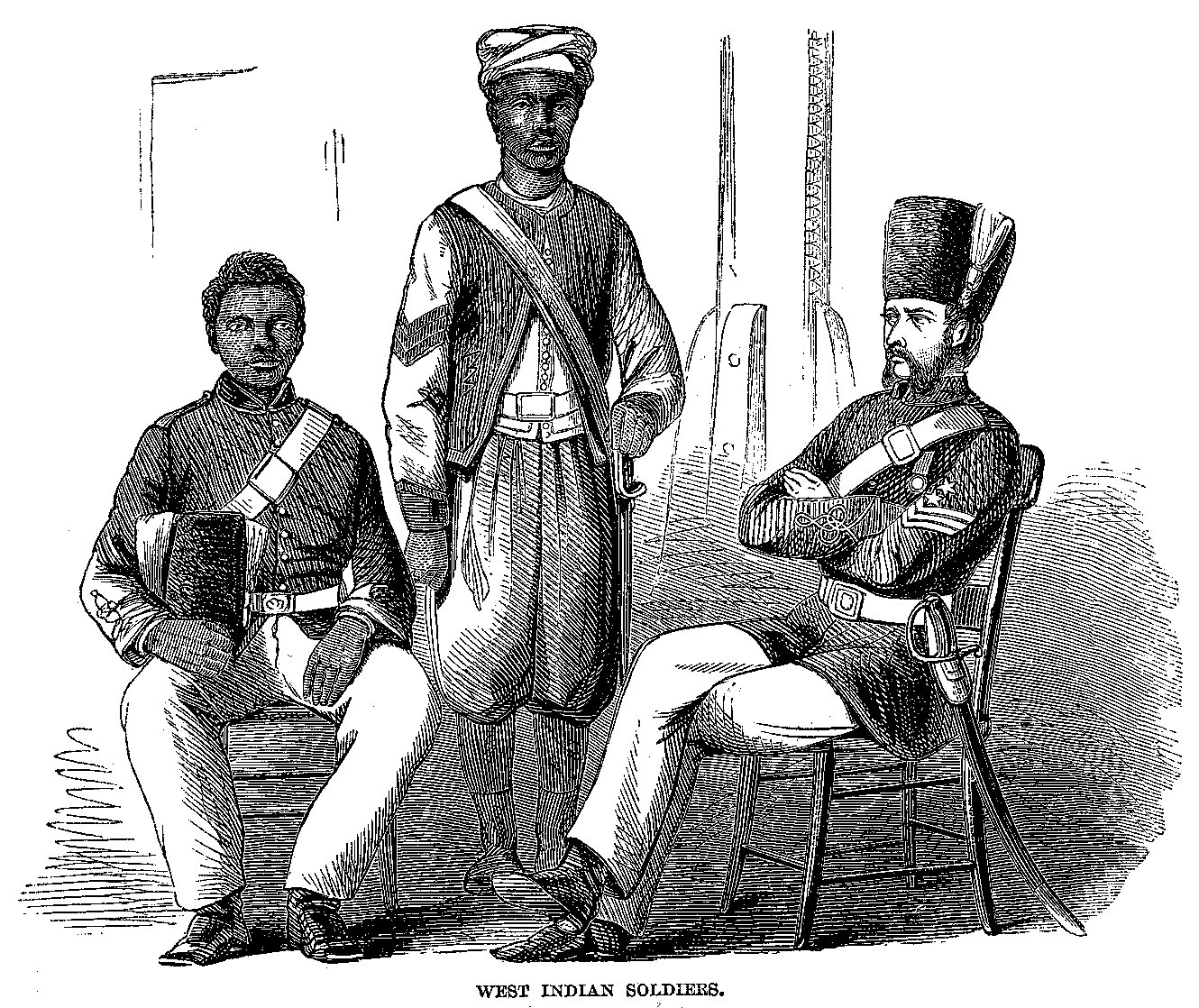
서인도 군인들 (1861년경)

자메이카 방위군(JDF)은 영국 통치 기간 동안 형성된 서인도 연대의 직접적인 자손이다. 연대들은 자메이카 식민지와 영국령 서인도에 있는 소유물들을 수비하기 위해 영국에 의해 광범위하게 사용되었다. JDF 유산 트리의 다른 부대들은 초기 식민지 자메이카 민병대, 제1차 세계 대전의 킹스턴 보병 자원봉사대, 그리고 제2차 세계 대전의 자메이카 보병 자원봉사대를 포함한다. 서인도 연대는 1958년에 서인도 연방의 일부로 개혁되었다. 연방의 해체는 JDF의 설립이라는 결과를 낳았다.
JDF는 보병 연대 및 예비군, 공군 비행단, 해안 경비 함대 및 지원 공병 부대로 구성된다. 보병 연대는 1, 2, 3(국가 예비군) 대대로 구성된다. JDF 공군 비행단은 훈련 부대, 지원 부대 및 JDF 공군 날개(국가 예비군) 등 3개의 비행 부대로 구성된다. 해안 경비대 요소는 항해 승무원과 지원 승무원으로 구분된다. 이는 방위 관련 작전뿐만 아니라 해상 안전 및 해양 법 집행을 수행한다. 지원 대대에는 차량, 무장기 및 보급 부대뿐만 아니라 헌병 소대가 포함된다. 제1공병 연대는 JDF에 군사 공학 지원을 제공한다. JDF 본부에는 JDF 사령관, 지휘 참모뿐만 아니라 정보, 판사 변호사 사무실, 행정 및 조달 부문이 포함된다.
1978년 1월 5일, JDF는 그린베이 학살로 알려지게 된 비밀 작전을 수행하였는데, 이 작전에서 다섯 명의 자메이카 노동당 (JLF) 지지자들이 군 사격장으로 유인된 후 총에 맞아 사망하였다. JDF의 군사 정보 부대 (MIU)의 멤버들이 한 무리의 JLF 지지자들을 군 구급차로 그들을 향해 운전하는 동안 이언 로빈슨 소령이 이끄는 특별히 선발된 저격수 팀이 그 사거리 밖에 매복을 했다. 지지자들이 구급차에서 나온 후, MIU 군인 한 명이 사망했고 저격수 팀은 나머지 멤버들에게 총을 쐈다. 4명의 지지자들이 사망했고 나머지는 근처의 덤불 속으로 도망갔다.
최근 JDF는 마약 밀수와 세계에서 가장 높은 살인율을 포함하는 증가하는 범죄율과 싸우는 데 있어 국가의 경찰인 자메이카 경찰 (JCF)를 지원하도록 요청되었다. JDF 부대는 범죄가 많은 지역과 알려진 갱 지역에서 JCF와 함께 적극적으로 무장 순찰을 수행한다. JDF의 역할을 지지할 뿐만 아니라 목소리가 큰 논란이 있었다. 2005년 초, 야당 지도자 에드워드 시가는 JDF와 JCF의 합병을 요구했다. 이 움직임은 조직이나 대다수의 시민들 사이에서 지지를 얻지 못했다.

## 조직

### 비행단

#### 사건
2009년 7월 1일, 자메이카 방위군 공군 412EP 헬기가 훈련 임무를 마치고 업 파크 캠프로 돌아오는 길에 기계적 문제를 겪기 시작했다. 이 헬기는 업 파크 캠프에서 지상으로 추락해 기장과 부조종사, 승무원이 다쳤다.

### 해안경비대
1962년 JDF가 결성되고 1년 후, 자메이카 해상 비행 중대가 추가되었다. 이 비행 중대의 초기 함정은 미국이 제공한 3척의 63피트 나무로 된 제2차 세계 대전 어뢰 회수선이었다. 그들은 "황후의 자메이카 배" HMJS 요루바 (P1), HMJS 코로만테 (P2), HMJS 만딩고 (P3)로 임명되었다. 영국 왕립 해군의 훈련 팀이 부대의 초기 개발을 도왔다. 1966년에 그들은 이름을 자메이카 해상 비행 중대에서 자메이카 방위군 해안경비대로 바꾸었다.
2016년 현재 자메이카 방위군 해안경비대에는 241명이 근무하고 있다.